# .221 Remington Fireball
Die Patrone .221 Remington Fireball wurde 1962/63 mit der Pistole XP-100 von Remington auf den Markt gebracht. Die Patrone ist nach C.I.P. mit einem maximalen Gasdruck von 3200 bar definiert. Die Hülsenlänge beträgt 35,56 mm. Der Bodendurchmesser beträgt 9,6 mm. Die Patrone wird hauptsächlich in den Vereinigten Staaten verwendet.

## Bezeichnung
Im deutschen Nationalen Waffenregister (NWR) wird die Patrone unter Katalognummer 21 unter folgenden Bezeichnungen geführt (gebräuchliche Bezeichnungen in Fettdruck)
- .221 Fireball (Hauptbezeichnung)
- .221 IMP
- .221 Rem. fireb.
- .221 Rem
- 5,6 mm Rem. Fireball

## Vergleichbare Patronen und Leistungsbandbreite
Vergleichbare Patronen kann man zunächst kaliberbezogen im Bereich der Munition mit Projektilen um 5,6 mm bis 5,7 mm sehen.
Eine Benennung als Magnum (Kaliber) deutet darauf hin, dass die Patrone im Vergleich zu ähnlichen Patronen höhere ballistische Leistungen hat. Meist haben Patronen mit längeren Hülsen auch höhere Leistungswerte. In dem Bereich der Munition sind zahlreiche Patronen großer Leistungsbandbreite konzipiert worden. Nachfolgend ein Überblick, bei dem erkennbar ist, dass die .221 Fireball im mittleren Leistungssegment liegt.
| Kaliber            | Proj. ⌀ mm | Hülse mm | Energie Eo-Joule |
| ------------------ | ---------- | -------- | ---------------- |
| .22 kurz           | 5,72       | 10,69    | 104              |
| .22 lfB            | 5,72       | 15,57    | 11–265 J         |
| .22 WMR            | 5,72       | 26,80    | 410–440          |
| 5,7 × 28 mm        | 5,70       | 28,90    | 538              |
| .221 Rem. Fireball | 5,70       | 35,56    | ca. 1.400        |

| Kaliber             | Proj. ⌀ mm | Hülse mm | Energie Eo-Joule |
| ------------------- | ---------- | -------- | ---------------- |
| .222 Remington      | 5,69       | 43,18    | 1300–1700        |
| 5,56 × 45 mm NATO   | 5,69       | 44,70    | ca. 1.800        |
| .224 Weatherby Mag. | 5,72       | 48,8     | 1100–1750        |
| 5,6 x 50 R Mag.     | 5,70       | 50       | 820–1750         |
| .223 WSSM           | 5,70       | 42,4     | 2000–2800        |